# ナベグラヴィ (チョハタウリ地区)
ナベグラヴィ（グルジア語: ნაბეღლავი、グルジア語ラテン翻字: Nabeghlavi）は、ジョージアのグリア州チョハタウリ地区にある村落。ナベグラヴィ・テミの中心地。グバゼウリ川の右岸にある。海抜は475メートル。チョハタウリの南東13キロメートル、サジャヴァホの鉄道駅からは南方18キロメートルに位置する。チョハタウリ＝バフマロ道路が村を通っている。村内には公立学校がある。

## 人口
国勢調査による人口は、次の通り。
| 年   | 人口 | 男性 | 女性 | 出典  |
| ---- | ---- | ---- | ---- | ----- |
| 1908 | 181  |      |      | [ 4 ] |
| 1911 | 837  |      |      | [ 5 ] |
| 2002 | 209  | 95   | 114  | [ 2 ] |
| 2014 | 195  | 88   | 107  | [ 1 ] |

## 自然
ナベグラヴィは温泉のある保養地となっている。ナベグラヴィの気候と、湧出する炭酸水素ナトリウムを含む炭酸水には、治癒効果がある。自然の落葉樹と、植林された針葉樹林が豊富である。年間平均気温は摂氏12.1度であり、最も寒い1月の平均気温は摂氏3.6度、最も暑い8月の平均気温は摂氏20.2度である。この地で採水されるナチュラルミネラルウォーター「ナベグラヴィ」はボルジョミの一種であり、飲用や入浴に用いられる。胃腸管、肝臓、胆管、腎臓、骨、皮膚、神経系の病気の治療に使用されている。治療効果が高く、行楽客の数は年々増加している。保養地の年間を通じて利用されている。

## ギャラリー

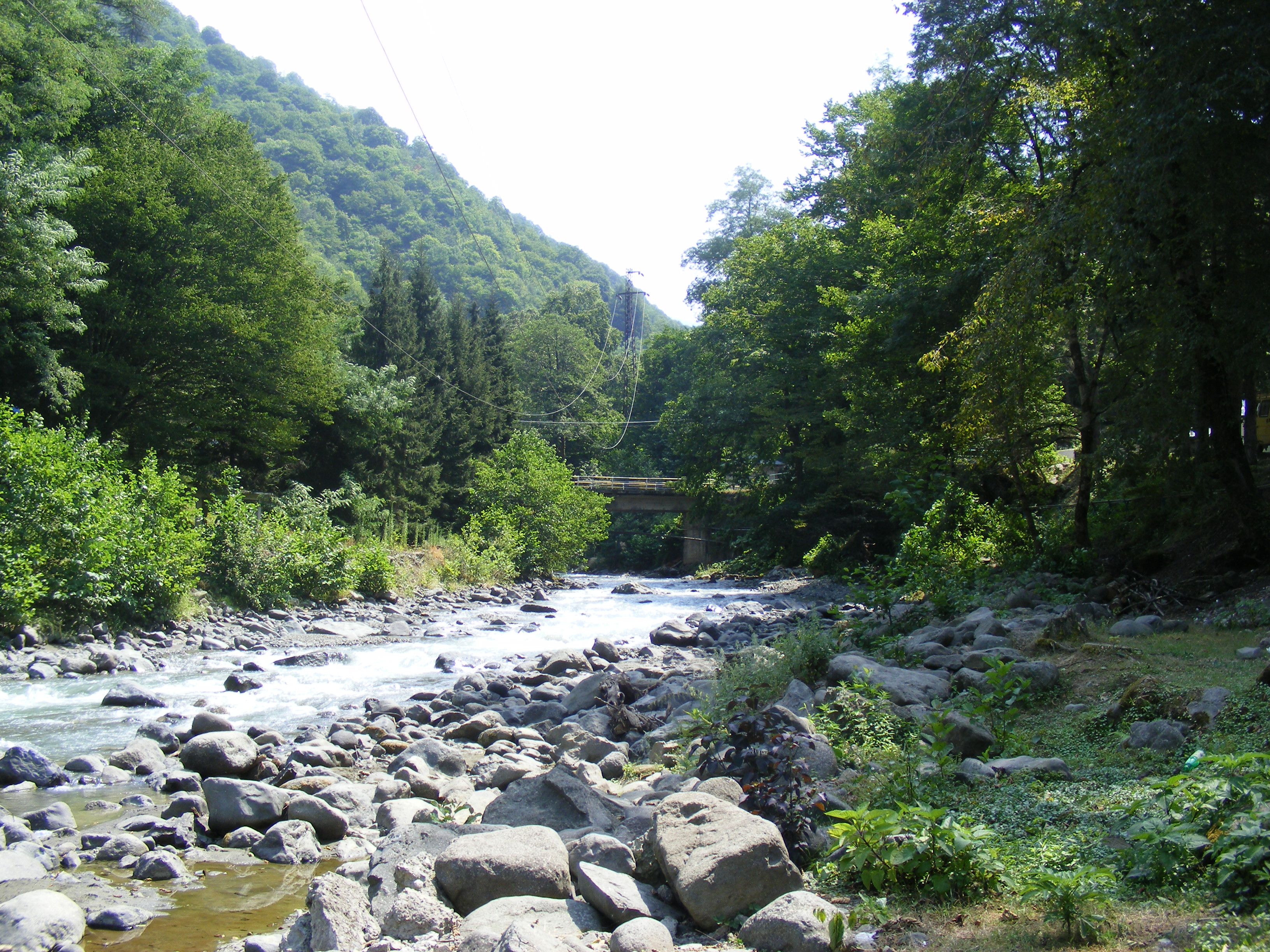
ナベグラヴィ村を流れるグバゼウリ川（グルジア語版）
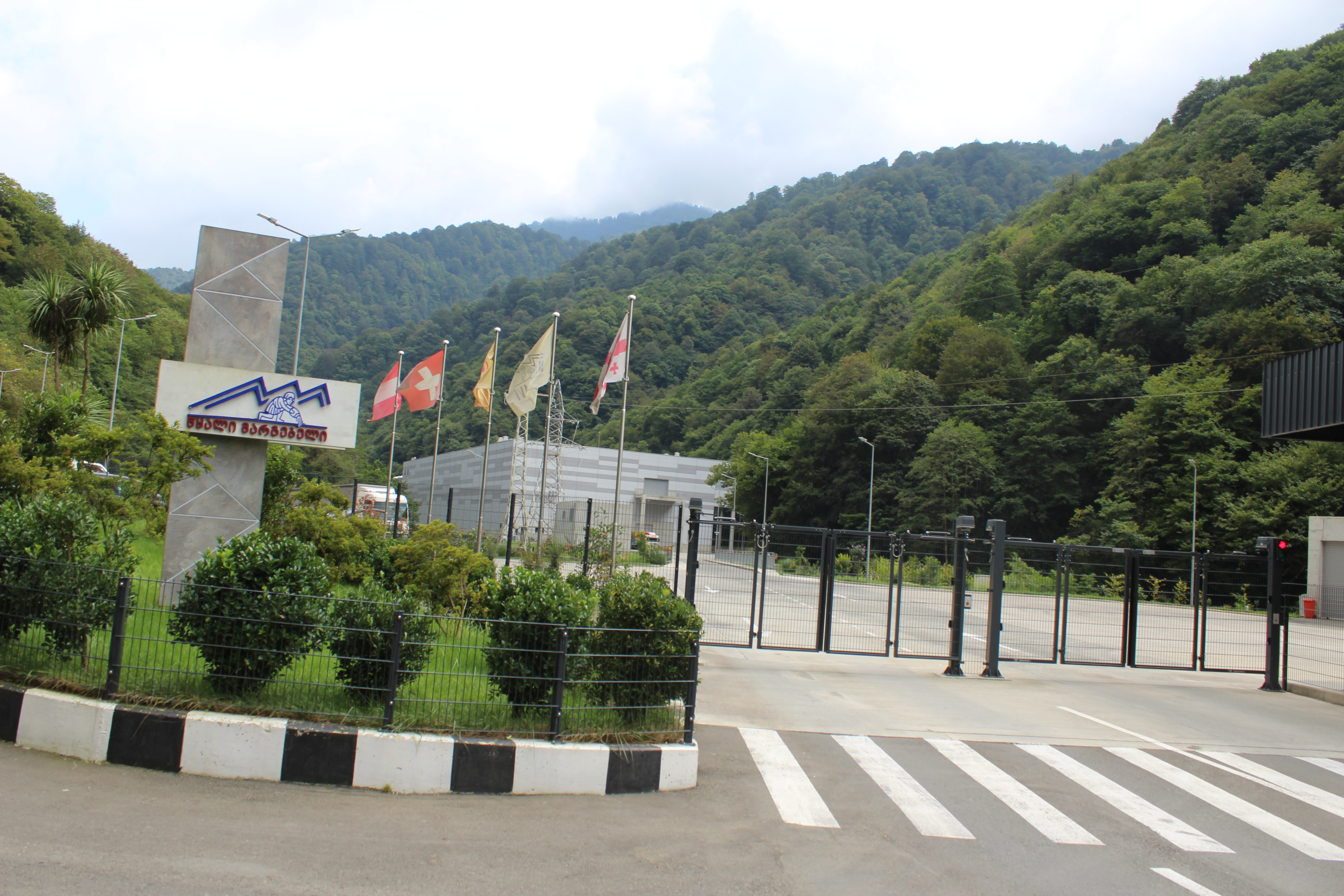
ミネラルウォーター『ツカリ・マルゲベリ』の工場
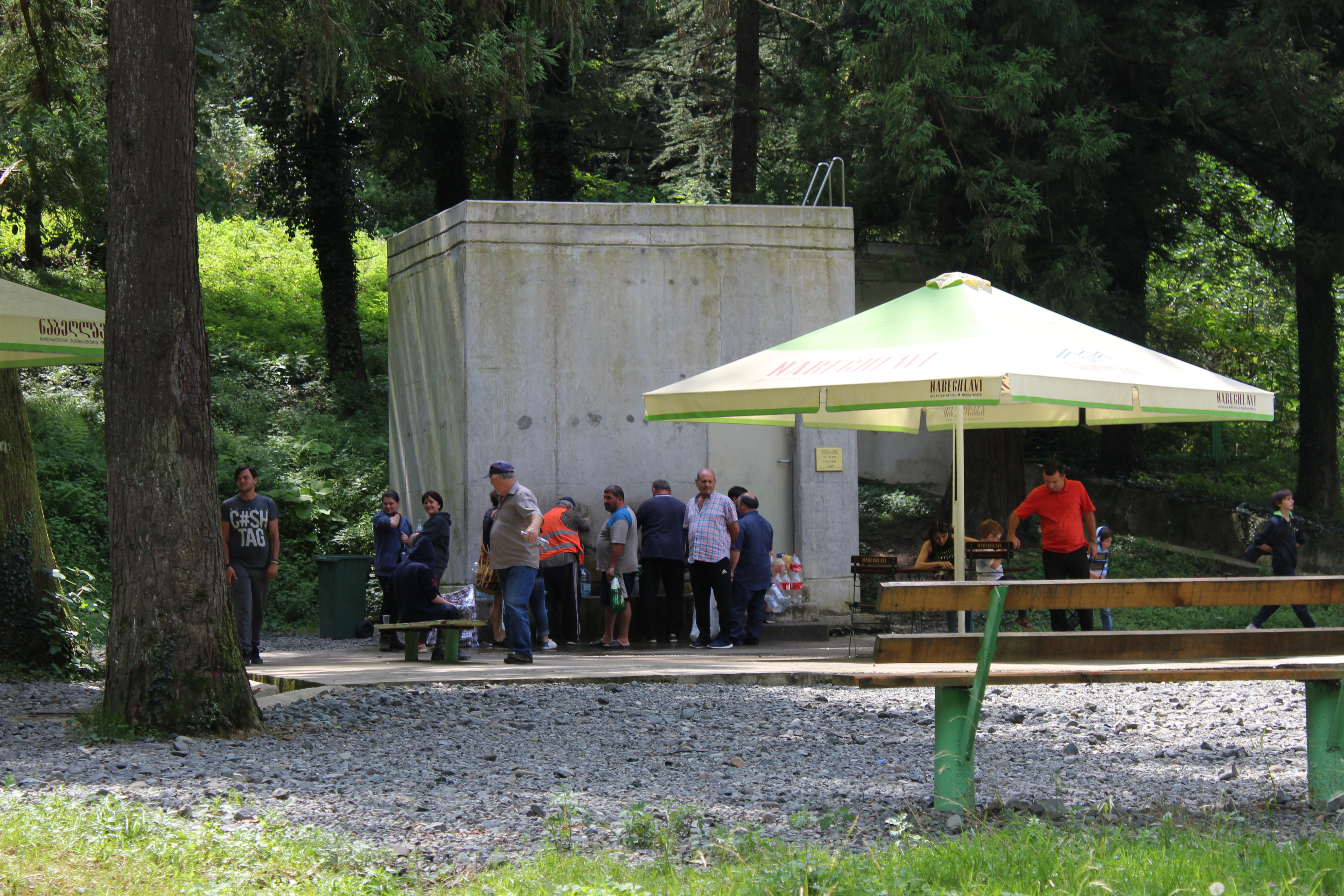
ミネラルウォーター『ナベグラヴィ』の湧水地
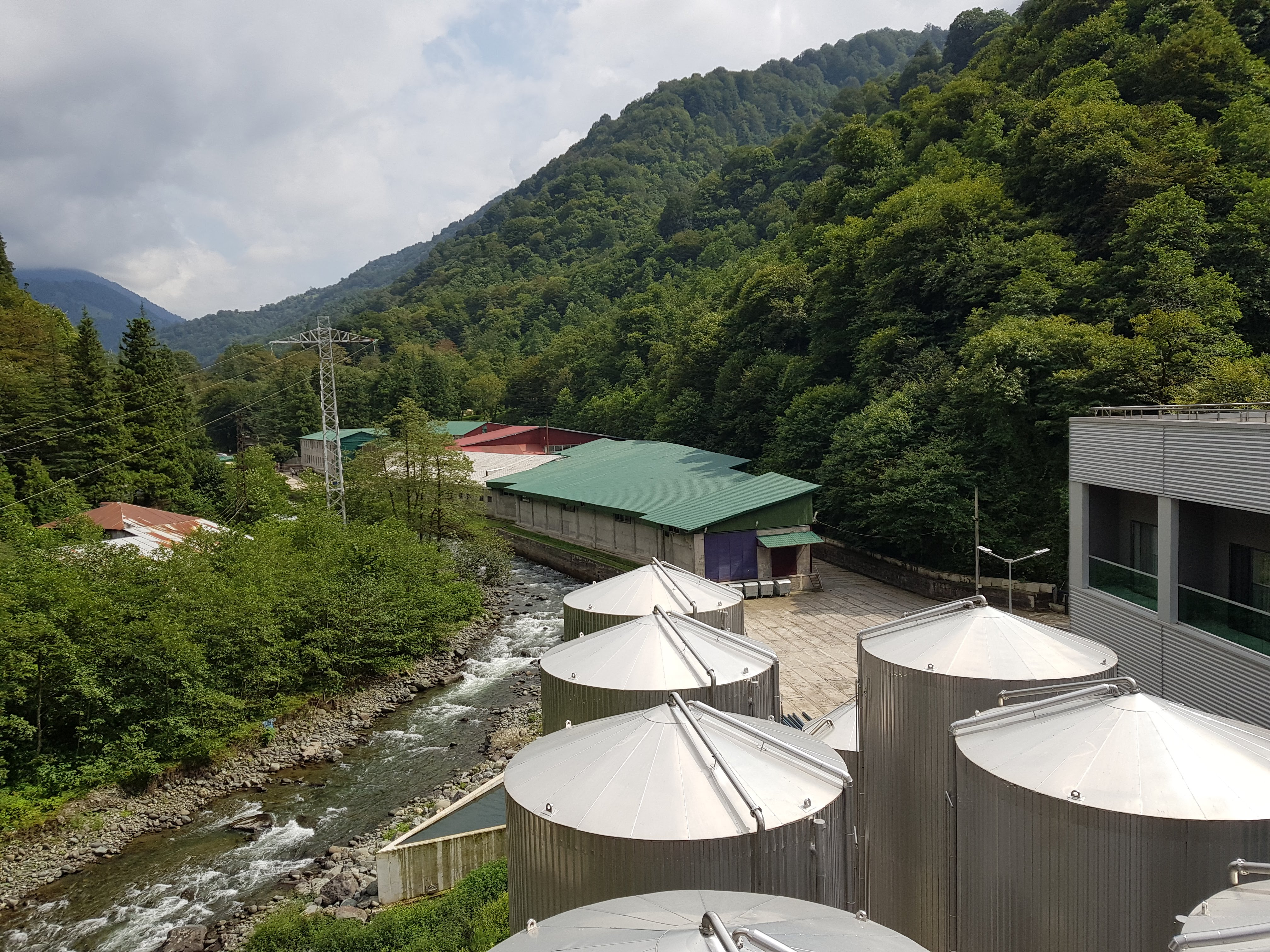
ミネラルウォーター『ナベグラヴィ』の工場
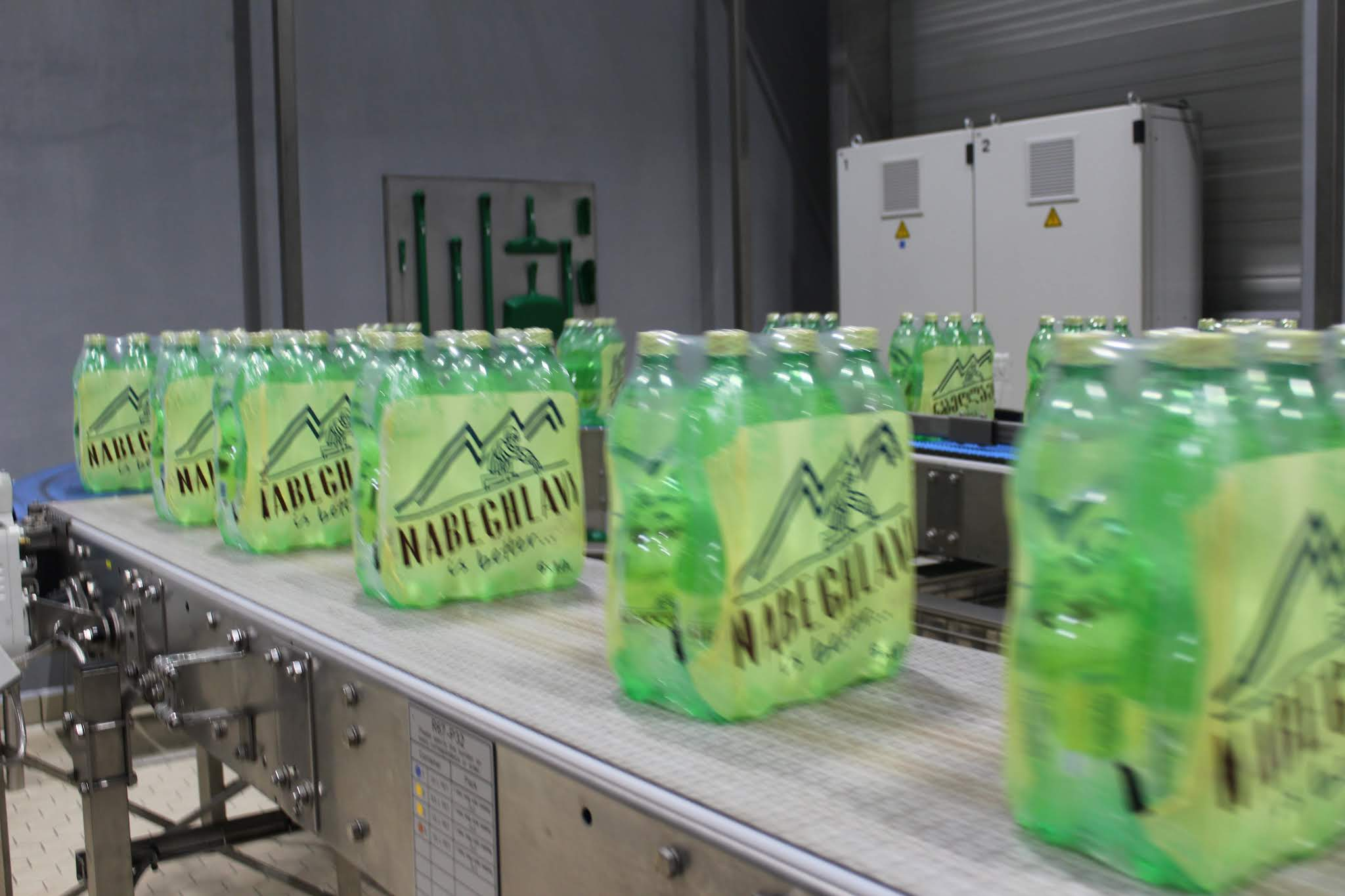
ミネラルウォーター『ナベグラヴィ』の製造工程

## ナベグラヴィ・テミ
1. ナベグラヴィ
2. タヴパンタ
3. クヴァブガ
4. チハコウラ

ナベグラヴィを中心として、ナベグラヴィ・テミ（グルジア語: ნაბეღლავის თემი、グルジア語ラテン翻字: Nabeghlavis Temi）と呼ばれる共同体（テミ）を構成している。ナベグラヴィ・テミを構成する集落は、次の4村である。
1. ナベグラヴィ
2. タヴパンタ
3. クヴァブガ
4. チハコウラ